# Badminton-Nationalliga A 2018/19
Die Badminton-Nationalliga A der Saison 2018/19 als höchste Spielklasse im Badminton in der Schweiz zur Ermittlung des nationalen Mannschaftsmeisters bestand aus einer Vorrunde im Modus Jeder gegen jeden und anschliessenden Play-off-Spielen. Meister wurde der BC Uzwil.

## Vorrunde
| Platz | Team                    | Spiele | G | U | V  | Punkte | Spielpunkte | Sätze   | Bälle     |
| ----- | ----------------------- | ------ | - | - | -- | ------ | ----------- | ------- | --------- |
| 1     | Team Argovia            | 14     | 8 | 2 | 04 | 37     | 70-42       | 147-108 | 4794-4371 |
| 2     | Union Tafers-Fribourg   | 14     | 7 | 4 | 03 | 33     | 65-47       | 147-108 | 4622-4371 |
| 3     | BC Uzwil                | 14     | 8 | 2 | 04 | 33     | 62-50       | 144-119 | 4916-4672 |
| 4     | BC La Chaux-de-Fonds    | 14     | 6 | 6 | 02 | 32     | 61-51       | 138-118 | 4686-4379 |
| 5     | Yverdon-les-Bains       | 14     | 6 | 2 | 06 | 30     | 61-51       | 142-121 | 4780-4657 |
| 6     | BC Zürich               | 14     | 7 | 1 | 06 | 30     | 61-51       | 139-125 | 4714-4732 |
| 7     | BV St. Gallen-Appenzell | 14     | 3 | 1 | 10 | 18     | 40-72       | 105-158 | 4487-4892 |
| 8     | SC Uni Basel            | 14     | 1 | 2 | 11 | 11     | 28-84       | 72-177  | 3911-4836 |

## Halbfinal
- BC Uzwil – Union Tafers-Fribourg: 5:3, 4:4
- Team Argovia – BC La Chaux-de-Fonds: 6:2, 4:2

## Final
- BC Uzwil – Team Argovia: 5:3, 3:3